# Allahlu (Ardabil)
Pour les articles homonymes, voir Allahlu.
Allahlu (en persan : لله لو, également romanisé en ‘Allahlū et Lalahlū) est un village de la province d'Ardabil, en Iran. Il est rattaché à la préfecture d'Ardabil.
Lors du recensement de 2006, le village compte 255 habitants, répartis en 49 familles.